# Santuario di Cristo Re (Sestri Levante)
Il tempio-santuario eucaristico mariano di Cristo Re è un luogo di culto cattolico situato nel comune di Sestri Levante, in piazza Padre Enrico Mauri, nella città metropolitana di Genova. L'edificio è annesso alla casa dell'Opera Madonnina del Grappa.

## Storia
L'edificio è stato costruito complessivamente tra il 1929 e il 1933; i lavori ebbero inizio il 16 giugno 1929, anno della firma dei Patti Lateranensi tra lo stato italiano e la Santa Sede, con il completamento della parte superiore nel 1930, con l'inaugurazione il 26 ottobre. La parte inferiore della chiesa fu invece solennemente inaugurata il 24 maggio del 1933. La paternità del progetto è opera dell'architetto e sacerdote Ambrogio Moioli che realizzò una struttura moderna ma con elementi architettonici esterni ed interni richiamanti lo stile romanico lombardo.
Con il decreto n. 76 del 6 febbraio 1936 il vescovo della diocesi della Spezia, Giovanni Costantini, eresse il tempio di Cristo Re al titolo di "santuario eucaristico mariano".

## Descrizione

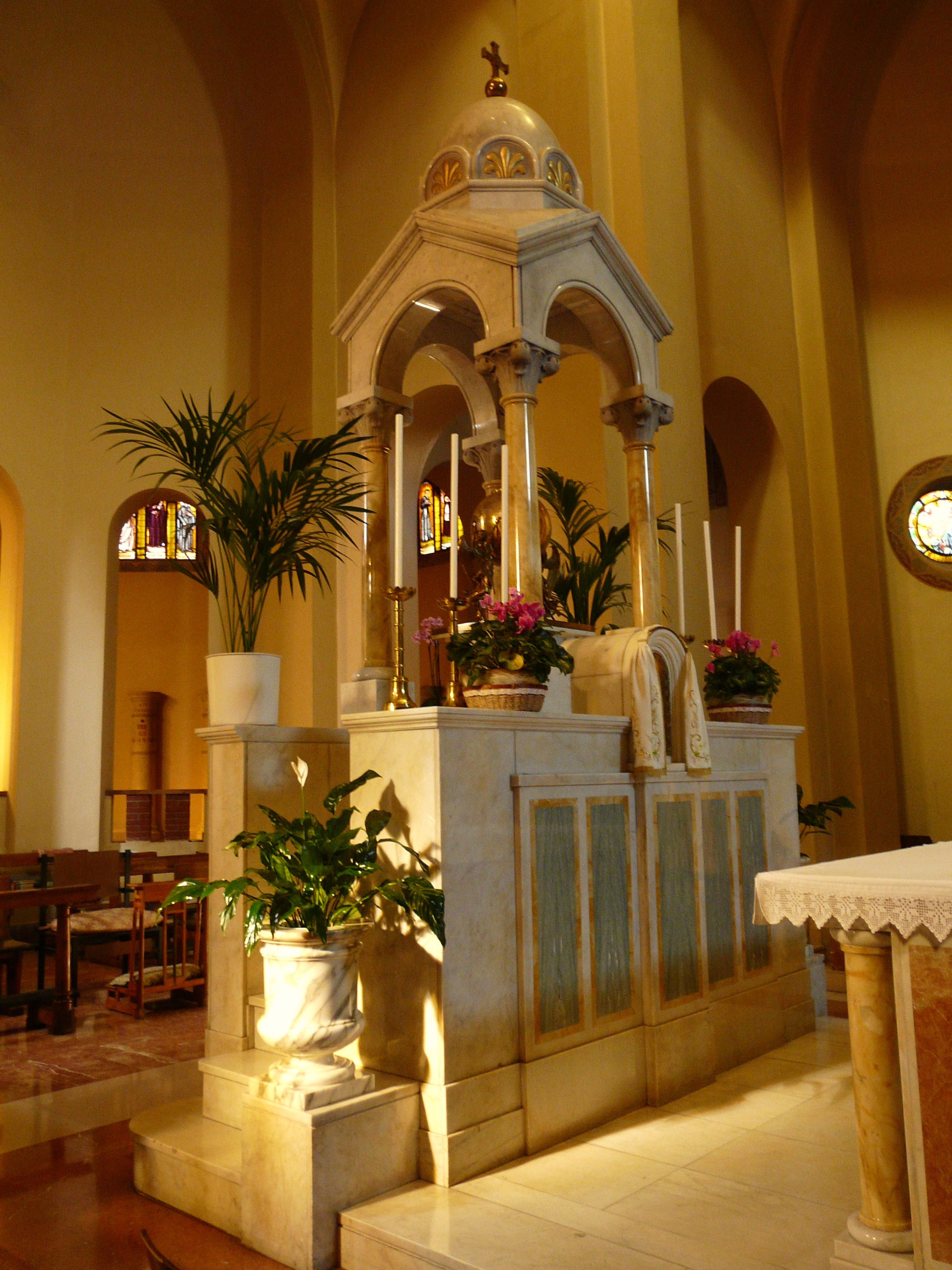
Altare maggiore del santuario

Il complesso, sia la parte superiore che il piano terra, è circondato esternamente da portici e presenta la caratteristica di avere ben tredici guglie, di fatto dei piccoli campanili, ognuno con campana dove sono state incise il titolo di una o più lettere delle encicliche del pontefice Pio XI, figura spirituale a cui è dedicata la monumentalità del santuario stesso.
Il santuario si può dividere in tre aree principali. La parte superiore - detta "dei Viventi" - è dove si svolgono le normali funzioni religiose e dove è ubicato l'altare maggiore con la presenza del tronetto simboleggiante il Gesù eucaristico, quest'ultimo formato da un mappamondo sorretto dall'albero della vita (richiamante la Genesi) e dall'albero della Croce di Gesù. Dietro all'altare è ubicata la grande statua nera di San Pietro e quattordici colonne in marmo simboleggianti le stazioni della Via Crucis. Nelle vetrate sono raffigurati i santi e i beati canonizzati durante il pontificato di Pio XI, mentre gli affreschi del soffitto riprendono il simbolismo dei sacramenti.
La parte sottostante, una sorta di cripta sotterranea, è divisa in due zone dedicate una alla memoria dei defunti e l'altra alla Chiesa operante in Italia. Nella prima area sono conservate le tombe di padre Enrico Mauri, promotore dell'Opera Madonnina del Grappa e del santuario, e del suo collaboratore padre Carlo Vanoni, nonché altre lapidi di personalità civili ed ecclesiastiche. Anticamente erano qui conservati i nominativi dei caduti della prima guerra mondiale, ora trasferiti nell'archivio dell'opera. La seconda area è invece caratterizzata dalla raffigurazione pittorica dei simboli degli stemmi comunali italiani, con altrettante lampade votive, richiamanti il culto e l'opera perenne della chiesa cattolica in Italia.